# سيزار ألميدا (مقاتل)
سيزار ألميدا دي أوليفيرا (بالبرتغالية: César Almeida de Oliveira؛ مواليد 28 مارس 1988) هو مُقاتل فنون قتالية مختلطة برازيلي.

## وصلات خارجية
- سيزار ألميدا (مقاتل) على موقع شيردوغ (الإنجليزية)
- سيزار ألميدا (مقاتل) على موقع Tapology.com (الإنجليزية)